# Eustroma delimitata
Eustroma delimitata là một loài bướm đêm trong họ Geometridae.